# Гуанахани
Гуанахани (исп. Guanahani) — название, данное коренными обитателями острову, который Колумб во время открытия Америки назвал Сан-Сальвадором. Колумб достиг острова 12 октября 1492 года. Гуанахани — один из островов в составе Багамских островов, но точное местонахождение острова стало предметом дискуссий. Возможно, что эта проблема так никогда и не будет решена, поскольку оригинал судового журнала Колумба давно утерян, и единственное имеющееся доказательство — это отредактированная выписка, сделанная Бартоломе де Лас Касасом.

## Острова-кандидаты

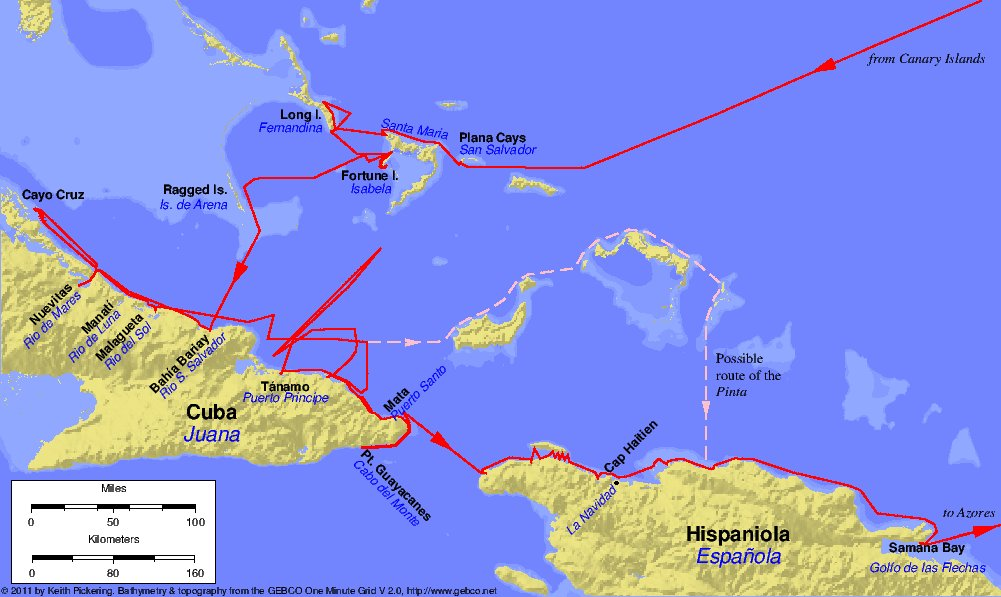
Первая экспедиция Колумба

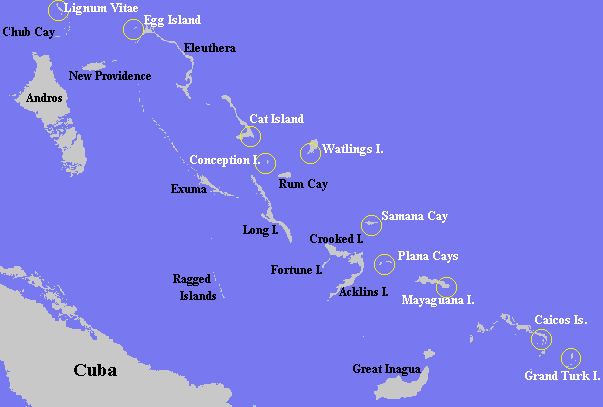
Острова-кандидаты.

### Основные кандидаты
- Нынешний остров Сан-Сальвадор до 1925 года назывался островом Уотлинга и был переименован, когда отдельные исследователи нашли убедительные на тот момент доказательства, что он и есть Гуанахани. К числу известных сторонников теории острова Уотлинга относятся Самуэль Морисон (Samuel Morison) и Джеймс Мэрдок (James Murdock).
- Самана-Ки. Остров Самана-Ки впервые предложил в 1882 году Густав В. Фокс, капитан ВМС США. Теория Фокса была мало известна до её опубликования журналом National Geographic в 1986 году. В настоящее время многие исследователи считают этот остров наиболее вероятным кандидатом.
- Плана-Кис. Остров Плана-Кис впервые предложил Рамон Хуан Дидье Бургос (Ramon Juan Didiez Burgos) в 1974 году. В 1994 году к нему снова вернулся Кит Пикеринг (Keith A. Pickering).
- Остров Гранд-Терк предложил Мартин Фернандес де Наваррете (Martín Fernandez de Navarrete) в 1824 году и Роберт Пауэр (Robert Power) в 1983 году.

### Другие кандидаты
- Остров Маягуана в 1825 году предложил Франциско Варнхаген (Francisco Varnhagen).
- Остров Консепсьон. Впервые предложен Р. Т. Гоулдом (R. T. Gould) в 1943 году.
- Остров Восточный Кайкос. Предложен Питером Верхугом (Pieter Verhoog) в 1947 году.
- Остров Кэт. Было широко распространено мнение, что остров Кэт и есть Гуанахани, пока не была повторно открыта выписка Лас Касаса из судового журнала Колумба, которая стала сильным аргументом против этой теории.  Сторонники острова Кэт основывали свои теории на старых картах. Одним из защитников теории острова Кэт был канадский исследователь Александр Маккензи.
- Остров Эгг-Айленд. Предложен Арне Моландером (Arne Molander) в 1981 году.
- Остров Лигнум-Витэ-Ки. Предложен Джоном Уинслоу (John Winslow) в 1989 году.

## Ключи к разгадке

### Трансатлантический маршрут
Первый способ определить местонахождение острова Гуанахани — это проследить расстояния и направления, которые приведены Колумбом в судовом журнале. Этот маршрут приводит к точке в пяти морских милях (9.3 км) к югу от острова Уотлинга (Сан-Сальвадора). Однако, если учитывать океанические течения и ветра (что попытался сделать Луис Марден по поручению журнала National Geographic в 1986 году), то маршрут приводит к точке чуть юго-восточнее острова Самана-Ки. Если же при этом учитывать девиацию магнитного компаса, то маршрут приводит к точке южнее острова Плана-Кис и восточнее острова Аклинс. Если же принять во внимание ошибки штурвальных и то, что никто не знает, была ли картушка компаса установлена точно по стрелке, то все попытки реконструкции маршрута на основании судового журнала (Diario) теряют смысл.

### Огни, замеченные накануне вечером
В 10 часов вечера 11 октября Колумб заметил огни, «похожие на небольшую восковую свечку, вздымающиеся и падающие» на горизонте. Он указал на них остальным людям на борту судна, причём некоторые из них смогли увидеть огни, а другие — нет. Фактически земля была впервые замечена примерно в 35 милях (56 км) от того места, где Колумб заметил огни, поэтому огни не могли быть на Гунахани, а скорее всего находились на другом острове. В отношении теории Плана-Кис эти огни могли быть на острове Маягуана. В отношении острова Консепсьон (Гренада), они могли быть на острове Кэт, острове Уотлинга (Сан-Сальвадоре) или Рам-Ки. В отношении острова Кайкос они могли быть на острове Гранд-Терк. В отношении острова Кэт это мог быть остров Уотлинга (Сан-Сальвадор), а в отношении острова Лигнум-Витэ-Ки (Lignum Vitae Cay) это мог быть остров Эльютера.

### Описание Гуанахани
Колумб охарактеризовал остров как очень плоский со множеством деревьев. Под это описание подходят все предложенные острова. Большую проблему представляет его следующее утверждение. Он говорит, что на Гуанахани «muchas aguas y una laguna en medio muy grande». Слово «лагуна» создаёт множество проблем. Неясно, означает ли оно лагуну или пруд. В любом случае на большинстве предложенных островов имеется либо лагуна, либо пруд; нет ни того, ни другого только на Восточном Кайкосе.
14 октября Колумб проплыл на лодке в восточную часть острова. Для этого он прошёл вдоль всего острова в северо-северо-восточном направлении. Это можно сделать только на островах Плана-Кис, Консепсьон и Эгг, и отчасти — на Самана-Ки. Колумб заметил риф, полностью опоясывающий остров. У всех предлагаемых островов, кроме острова Кэт, риф есть, но рифы на островах Кэт и Уотлинга не окружают полностью весь остров. Между рифом и островом была гавань, «достаточно крупная, чтобы вместить все христианские суда». Это, конечно, преувеличение, но гавань на острове Эгг определённо слишком мала. Колумб высадился на берег и увидел «часть земли, похожую на остров, но фактически не являющуюся им». Этот момент трудно проследить, поскольку за прошедшие с тех пор 500 лет она могла стать настоящим островом.

### Остров или острова
Спорным в отношении Гуанахани является вопрос о том, был ли это один остров или нет. Имеющиеся доказательства противоречивы. Колумб никогда не говорил, что Гуанахани состоит из нескольких островов, что нельзя игнорировать. Но на репродукциях Mappa Mundi (карты Хуана де ла Коса, который был спутником Колумба) Гуанахани для некоторых исследователей выглядит как цепь островов. Тем не менее оригинал карты — сохранившийся в Мадриде — и последние факсимильные изображения показывают, что это была ошибка репродуцирования.